# Centro Nacional de Información Geográfica
El Centro Nacional de Información Geográfica (CNIG) es un organismo autónomo español perteneciente a la Administración General del Estado creado en 1989. Está adscrito al Ministerio de Fomento a través de la Dirección General del Instituto Geográfico Nacional de España.

## Objetivos
Su finalidad es la de producir, desarrollar y distribuir los trabajos y publicaciones de carácter geográfico que demande la sociedad española, incluyendo la comercialización de los que realiza la Dirección General del Instituto Geográfico Nacional de España en ejecución de las funciones que le están atribuidas legalmente, la elaboración de productos derivados y temáticos y su distribución nacional e internacional con especial dedicación a la realización de proyectos basados en tecnologías avanzadas, programas de investigación y desarrollo, y prestación de asistencia técnica en el ámbito de las ciencias y técnicas geográficas. Sus objetivos son:
1. Informar y divulgar la disponibilidad y características de los productos geográficos existentes, para su utilización por parte de organismos públicos, empresas y particulares. Difundir el conocimiento cartográfico en la sociedad española e iberoamericana.
2. Proporcionar asesoramiento y asistencia técnica a otros organismos y centros de las Administraciones Públicas en materia de cartografía, geodesia, geofísica y en la implantación y desarrollo de Sistemas de Información Geográfica.
3. Establecer acuerdos comerciales con empresas del sector editorial y del informático para el desarrollo de productos específicos a partir de los productos propios del Instituto Geográfico Nacional.
4. Dar valor añadido a los datos básicos producidos por el Instituto Geográfico Nacional para adaptarlos a las necesidades de los clientes.
5. Ejercitar la presencia del Instituto Geográfico Nacional en organizaciones internacionales
6. La planificación y gestión de la Infraestructura de Información Geográfica de España, así como la armonización y normalización, en el marco del Sistema Cartográfico Nacional, de la información geográfica oficial.

## Centro de descargas
En Centro Nacional de Información Geográfica dispone de un portal de internet a través del cual se puede descargar la cartografía disponible en formato digital de manera gratuita.
Permite la descarga tanto en formato ráster como vectorial de las hojas de escala 1:500.000, 1:200.000, 1:50.000 y 1:25.000, así como las fotografías aéreas más recientes, para difundir el conocimiento cartográfico en la sociedad española e iberoamericana procedentes del Plan Nacional de Ortofotografía Aérea. 
Dispone igualmente de otros productos, como ortofografías aéreas y satelitales, mapas de uso del suelo, información geográfica de referencia, documentación geográfica antigua, modelos digitales del terreno...